# Enis Destan
Enis Destan (İzmir, 2002. június 15. –) török korosztályos válogatott labdarúgó, a lengyel Warta Poznań csatárja kölcsönben a Trabzonspor csapatától.

## Pályafutása

### Klubcsapatokban
Destan a törökországi İzmir városában született. Az ifjúsági pályafutását a Fikri Altay Spor csapatában kezdte, majd az Altınordu akadémiájánál folytatta.
2020-ban mutatkozott be az Altınordu másodosztályban szereplő felnőtt keretében. 2022. január 24-én 4½ éves szerződést kötött az első osztályú Trabzonspor együttesével. A 2022–23-as szezonban a lengyel első osztályban érdekelt Warta Poznań csapatát erősítette kölcsönben. Először a 2022. augusztus 7-ei, Pogoń Szczecin ellen 2–1-re elvesztett mérkőzés 77. percében, Konrad Matuszewski cseréjeként lépett pályára. Első ligagólját 2022. október 3-án, a Śląsk Wrocław ellen idegenben 2–0-ra megnyert találkozón szerezte meg.

### A válogatottban
Destan 2021 óta tagja a török U21-es válogatottnak.

## Statisztikák
2022. október 23. szerint
| Klub                      | Szezon   | Osztály     | Bajnokság | Bajnokság | Kupa és Ligakupa | Kupa és Ligakupa | Nemzetközi | Nemzetközi | Összesen | Összesen |
| Klub                      | Szezon   | Osztály     | Meccs     | Gól       | Meccs            | Gól              | Meccs      | Gól        | Meccs    | Gól      |
| ------------------------- | -------- | ----------- | --------- | --------- | ---------------- | ---------------- | ---------- | ---------- | -------- | -------- |
| Warta Poznań (kölcsönben) | 2022–23  | Ekstraklasa | 7         | 1         | 2                | 1                | —          | —          | 9        | 2        |
| Összesen                  | Összesen | Összesen    | 7         | 1         | 2                | 1                | 0          | 0          | 9        | 2        |